# Pozo Izquierdo
Pozo Izquierdo ist ein Ort und ein Abschnitt der Südostküste der Insel Gran Canaria (Spanien), der innerhalb der Gemeinde Santa Lucía de Tirajana liegt.
Die Playa de Pozo Izquierdo ist für ideale Windsurf-Bedingungen bekannt und ein fester Austragungsort der PWA Windsurfweltmeisterschaft in der Kategorie „Wave“. Viele Profi-Windsurfer wie Björn Dunkerbeck oder die Zwillingsschwestern Iballa und Daida Ruano Moreno nutzten den Spot für ihr Training.
Im Sommer weht ein verlässlich starker, schräg auflandiger Wind von links für Segelgrößen um 4 m².

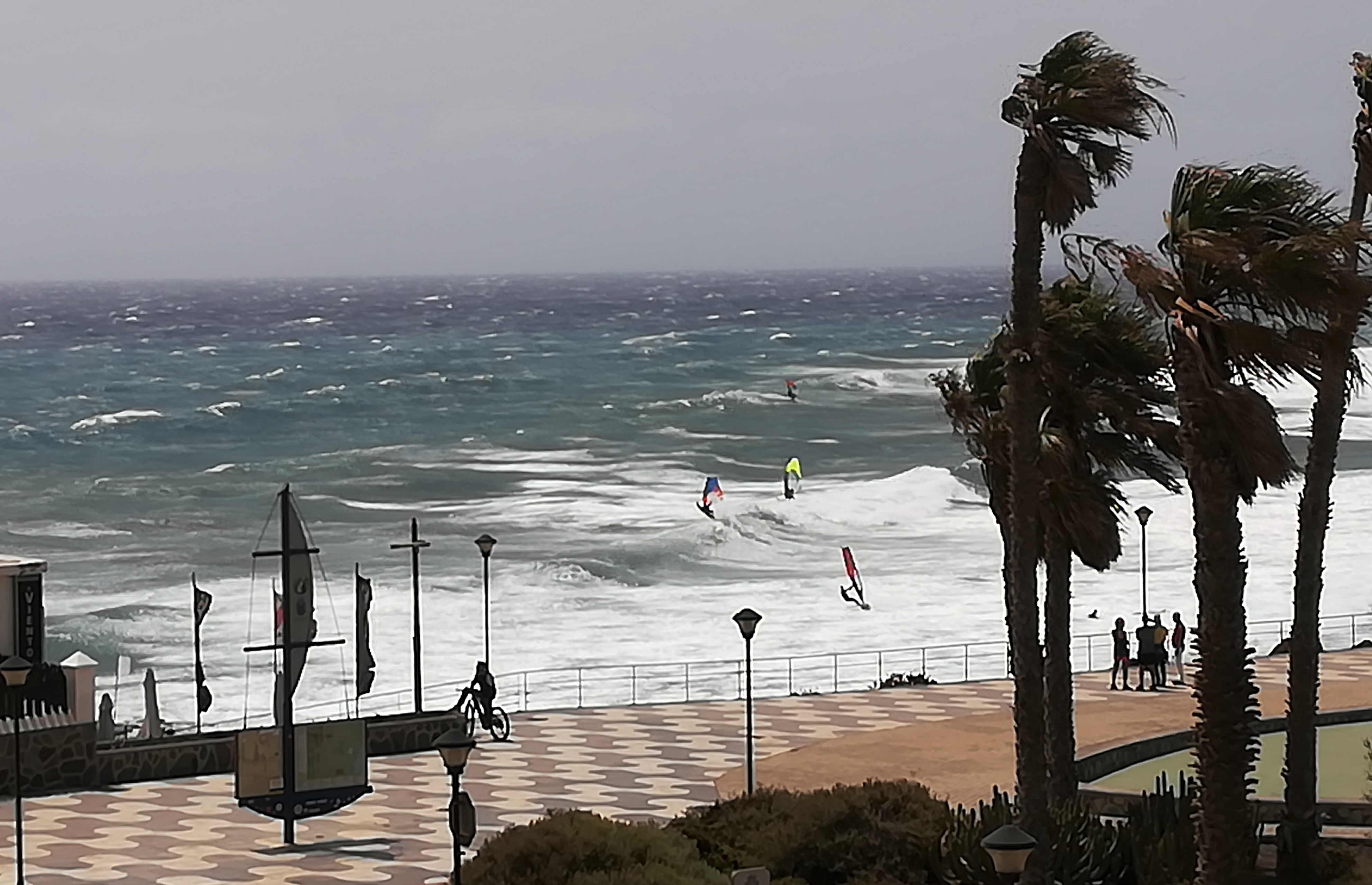
Blick auf den Steinstrand
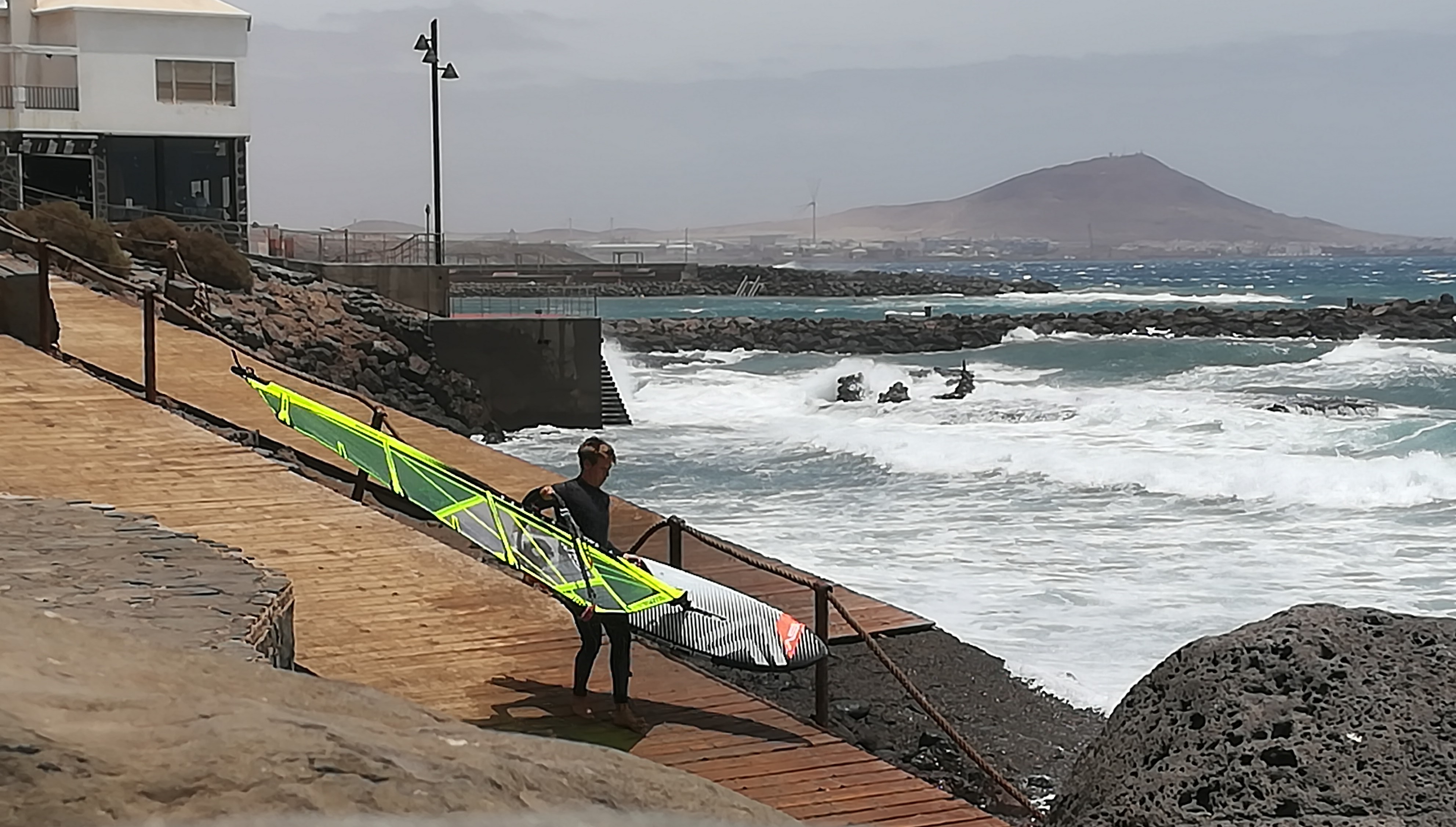
Steg zum Strand
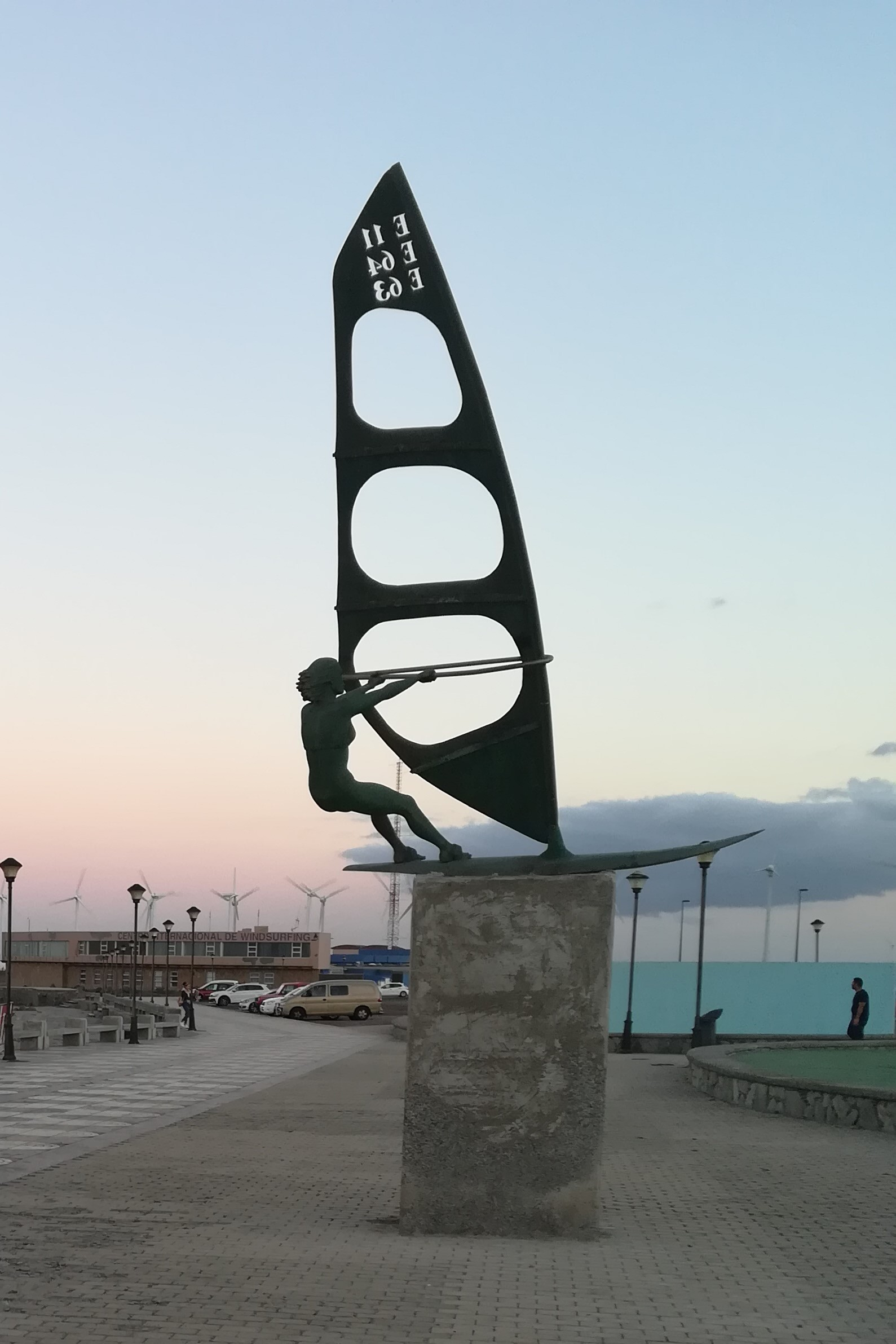
Windsurfing-Skulptur in Pozo Izquierdo mit den Segelnummern von Iballa Moreno, Diada Moreno und Bjørn Dunkerbeck